# Chrysocraspeda uncimargo
Chrysocraspeda uncimargo là một loài bướm đêm trong họ Geometridae.